# Samsagbo
Samsagbo est une localité située dans le département de Komtoèga de la province du Boulgou dans la région Centre-Est au Burkina Faso.

## Histoire
Samsagbo est un village fondé au XIXe siècle par l'ethnie Bissa.

## Santé et éducation
Samsagbo accueille un centre de santé et de promotion sociale (CSPS) tandis que le centre médical avec antenne chirurgicale (CMA) se trouve à Garango.
Le village possède une école primaire publique.